# Ithma charondas
Ithma charondas är en insektsart som beskrevs av Ronald Gordon Fennah 1969. Ithma charondas ingår i släktet Ithma och familjen kilstritar. Inga underarter finns listade i Catalogue of Life.